# Quartetto Brodskij
Il Quartetto Brodskij è stato il secondo quartetto d'archi fondato e diretto dal violinista Adol'f Davidovič Brodskij.

## Storia
Fu fondato nel 1895 a Manchester, dopo che Brodskij aveva lasciato New York e si era trasferito nella città inglese per insegnare al Royal Manchester College of Music e dirigere l'Orchestra Hallé.
Brodskij era il primo violino, Rawdon Briggs il secondo violino, Simon Speelman suonava la viola e Carl Fuchs il violoncello. Dopo la prima guerra mondiale i membri cambiarono più volte, Brodskij rimase sempre unico membro originale.
Brodskij e Fuchs, entrambi ammirati da Edward Elgar, lo incontrarono nel febbraio 1900, quando Hans Richter li presentò a seguito di un'esecuzione di Enigma Variations diretta da Richter a Manchester. Fuchs chiese a Elgar di comporre un quartetto per archi per il Quartetto Brodskij. Diversi anni dopo, nel 1918, Elgar completò il suo Quartetto per archi in mi minore, op. 83 e lo dedicò al Quartetto Brodskij.
Tuttavia all'epoca Brodskij e Speelman avevano quasi settant'anni e il resto del quartetto era sulla cinquantina e la prima del lavoro fu data a Londra dal "British String Quartet", diretto da Albert Sammons.
Brodskij aveva formato il primo Quartetto Brodskij a Lipsia nel 1884.